# George F. R. Ellis
Pour les articles homonymes, voir George Ellis et Ellis.
George Ellis ne doit pas être confondu avec John Ellis ou Geoffrey Ellis, tous deux physicien des particules au CERN.
George F. R. Ellis, né le 11 août 1939 à Johannesburg, est un cosmologiste d'origine sud africaine en poste à l'université du Cap, Afrique du Sud, en 2014. Il est lauréat du Prix Templeton en 2004. 
Ellis est connu pour son encouragement de la recherche sur la topologie de l'Univers et sur l'Univers inhomogène.

## Distinctions
- Prix Templeton (2004)
- Docteur honoris causa de l'université Pierre-et-Marie-Curie (11 octobre 2016)[3]